# UFC 144
UFC 144: Edgar vs. Henderson (também conhecido como UFC 144: Japan) foi um evento de artes marciais mistas organizado pelo Ultimate Fighting Championship que ocorreu em 26 de fevereiro de 2012 no Saitama Super Arena em Saitama, Japão.

## Background
UFC 144 marcou a sexta aparição do UFC no Japão e o primeiro evento ocorrido no Japão desde o UFC 29, em 2000. O evento teve sete lutas no card principal.
George Sotiropoulos era esperado para enfrentar Takanori Gomi no evento, porém foi obrigado a se retirar devido a uma lesão e foi substituído por Eiji Mitsuoka.
Leonard Garcia era esperado para enfrentar Zhang Tiequan, porém foi obrigado a se retirar devido a uma lesão. Issei Tamura foi seu substituto.
Após a pesagem do UFC 144, Quinton Jackson falhou em chegar no peso limite de sua categoria, 206 lbs, registrando 5 libras a mais que o permitido. Jackson teve retirado 20% de sua bolsa e a luta aconteceu em 211 lbs.

## Resultados
Nota 1 Pelo Cinturão Peso-Leve do UFC.

## Bônus da Noite
Os lutadores receberam US$ 65 mil em bônus.
- Luta da Noite (Fight of the Night):  Frankie Edgar vs  Ben Henderson
- Nocaute da Noite (Knockout of the Night):  Anthony Pettis
- Finalização da Noite (Submission of the Night):  Vaughan Lee